# Aparescus
Aparescus is een kevergeslacht uit de familie van de boktorren (Cerambycidae). De wetenschappelijke naam van het geslacht werd voor het eerst geldig gepubliceerd in 1900 door Kolbe.

## Soorten
Aparescus is monotypisch en omvat slechts de volgende soort:
- Aparescus praecox Kolbe, 1900